# Девідсон (округ, Теннессі)
Шаблон:StateAbbr_ 36°10′ пн. ш. 86°47′ зх. д. / 36.17° пн. ш. 86.78° зх. д.
Округ  Девідсон (англ. Davidson County) — округ (графство) у штаті Теннессі, США. Ідентифікатор округу 47037.

## Історія
Округ утворений 1783 року.

## Демографія
За даними перепису 2000 року загальне населення округу становило 569891 осіб, зокрема міського населення було 544798, а сільського — 25093. Серед мешканців округу чоловіків було 275865, а жінок — 294026. В окрузі було 237405 домогосподарств, 138106 родин, які мешкали в 252977 будинках. Середній розмір родини становив 2,96.
Віковий розподіл населення поданий у таблиці:
| Стать    | До 15 років | 15-21 | 22-29 | 30-39 | 40-49 | 50-65 | 65-85 | Понад 85 |
| -------- | ----------- | ----- | ----- | ----- | ----- | ----- | ----- | -------- |
| Чоловіки | 54755       | 28662 | 40612 | 48530 | 42109 | 37306 | 21898 | 1993     |
| Жінки    | 52014       | 28724 | 40370 | 47213 | 44211 | 41941 | 33544 | 6009     |

## Суміжні округи
- Робертсон — північ
- Самнер — північний схід
- Вілсон — схід
- Резерфорд — південний схід
- Вільямсон — південь
- Чітем — захід

## Виноски
1. ↑  U.S. Decennial Census. United States Census Bureau. Архів оригіналу за 26 квітня 2015. Процитовано 4 квітня 2015.
2. ↑  Historical Census Browser. University of Virginia Library. Архів оригіналу за 16 серпня 2012. Процитовано 4 квітня 2015.
3. ↑  Forstall, Richard L., ред. (27 березня 1995). Population of Counties by Decennial Census: 1900 to 1990. United States Census Bureau. Архів оригіналу за 21 лютого 2015. Процитовано 4 квітня 2015.
4. ↑  Census 2000 PHC-T-4. Ranking Tables for Counties: 1990 and 2000 (PDF). United States Census Bureau. 2 квітня 2001. Архів оригіналу (PDF) за 18 грудня 2014. Процитовано 4 квітня 2015.
5. ↑  State & County QuickFacts. United States Census Bureau. Архів оригіналу за 29 червня 2011. Процитовано 29 листопада 2013.(англ.) Наведено за англійською вікіпедією.
6. ↑  American FactFinder. Бюро перепису населення США. Архів оригіналу за 21 травня 2008. Процитовано 31 січня 2008.

| США | Це незавершена стаття з географії США. Ви можете допомогти проєкту, виправивши або дописавши її. |